# Инфекциозни болести по растенията
Инфекциозните болести по растенията са раздел на болести по растенията.

## Обща проблематика
- Паразитизъм
- Специализация на фитопатогените
- Патогенез
- Физиология на болното растение
- Имунитет при растенията

## Фитопатогени
- Вирусите като фитопатоген
- Микоплазмите като фитопатоген
- Бактериите като фитопатоген
- Актиномицетите като фитопатоген
- Гъбите като фитопатоген
  - Лигави гъби
  - Същински гъби

## Виж също така
- Фитопатология
- Болести по растенията
- Списък на земеделски теми